# Goûgaram
Goûgaram es una comuna rural de Níger perteneciente al departamento de Arlit en la región de Agadez. En 2011 tenía una población de 6549 habitantes, de los cuales 3387 eran hombres y 3162 eran mujeres.
Se ubica unos 50 km al sureste de Arlit, junto a la carretera que une Agadez con Tamanrasset, en el entorno de las montañas de Air.